# امپراتریس کوکن
امپراتریس کوکن یا ملکه کوکن (به ژاپنی: 孝謙天皇، Kōken)؛ چهل و ششمین و چهل و هشتمین امپراتور ژاپن بود.